# Xã Cheshire, Michigan
Xã Cheshire (tiếng Anh: Cheshire Township) là một xã thuộc quận Allegan, tiểu bang Michigan, Hoa Kỳ. Năm 2010, dân số của xã này là 2.199 người.